# Bartolomeo Guidiccioni

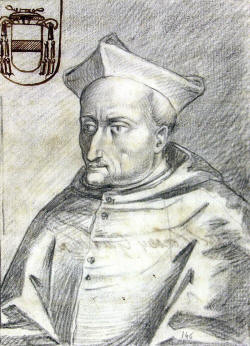
Porträt von Kardinal Guidiccioni

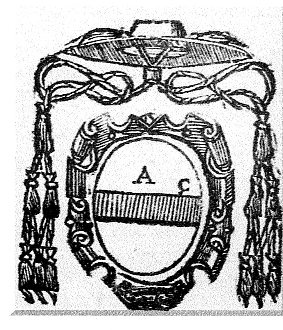
Kardinalswappen

Bartolomeo Guidiccioni (* 1469 in Lucca; † 4. November 1549 in Rom) war Kardinal der römisch-katholischen Kirche. Er war einer der engsten Berater von Papst Paul III. und nahm an den Vorbereitungen des Konzils von Trient teil.

## Leben
Bartolomeo, Sohn des Gonfaloniere Giovanni Guidiccioni, studierte zunächst in Pisa und Bologna Rechtswissenschaften. Nach seiner Promotion kehrte er 1495 nach Lucca zurück, verließ die Stadt jedoch aufgrund familiärer Streitigkeiten wieder und wurde Prokurator an einem Gericht in Rom. Später wurde er in die Familie des Kardinals Galeotto Franciotti della Rovere, eines Neffen von Papst Julius II., aufgenommen. Der Kardinal setzte Guidiccioni unter anderem als seinen Vertreter in der Abtei Farfa ein, deren Kommende er innehatte.
1507 verlor er die Gunst des Kardinals und trat im Folgejahr in die Dienste von Alessandro Farnese, der später Papst Paul III. wurde und dem Guidiccioni zeit seines Lebens verbunden blieb. 1509 ernannte Kardinal Farnese ihn zu seinem Generalvikar im Bistum Parma, diesen Posten behielt er bis 1528. 1516 vollendete er einen von Alessandro Farnese begonnenen Pastoralbesuch im Bistum Parma. 1528 zog er sich in seine Landresidenz in Carignano bei Lucca zurück, blieb Kardinal Farnese jedoch freundschaftlich verbunden.
Als dieser im Oktober 1534 zu Papst Paul III. gewählt wurde, sollte Guidiccioni Teil der Delegation der Republik Lucca sein, die dem neuen Papst ihre Glückwünsche nach Rom überbrachte; er lehnte diesen Auftrag jedoch aus Altersgründen ab. Der inzwischen 65 Jahre alte Guidiccioni strebte keine Ämter in Rom an, wurde aber schon im Februar 1535 gebeten, an den Beratungen zur Reform der katholischen Kirche teilzunehmen. Hierbei sprach er mit Paul III. auch über die Einberufung eines neuen Konzils. Angesichts dem Vorrücken des Protestantismus Martin Luthers sah er die Einberufung eines solchen Reformkonzils als notwendig an. Zehn Jahre später berief Paul III. schließlich das Konzil von Trient ein. Guidiccioni entwarf nach 1536 von Carignano aus mehrere Schreiben zur Reform der Kirche und dem Kampf gegen den Protestantismus. Er formulierte dabei nicht die Idee neuer kirchlicher Normen, sondern eine konsequente Umsetzung bereits bestehender. Am 28. November 1539 wurde er von Paul III. zum Generalvikar der Diözese Rom ernannt, am 19. Dezember desselben Jahres zum Kardinal kreiert. Gleichzeitig wurde er zum Bischof von Teramo ernannt. Trotz seines Alters von mehr als 70 Jahren wurde Kardinal Guidiccioni einer der wichtigsten Berater Pauls III. und von diesem im Februar 1540 zum Präfekten der Apostolischen Signatur ernannt. Zudem wurde er, gemeinsam mit zwei anderen Kardinälen, mit der Reform der Römischen Rota beauftragt.
Am 21. Juli 1542 wurde er mit der Neuorganisation der römischen Inquisition zu einer der sechs Generalinquisitoren ernannt. Im Mai 1546 wurde er zum Bischof seiner Heimatstadt Lucca ernannt, am 28. August desselben Jahres weihte ihn Kardinal Rodolfo Pio zum Bischof. Er starb im November 1549 an den Folgen eines Sturzes, wenige Tage vor Paul III.